# Korekcja anatomiczna metodą Jatene’a

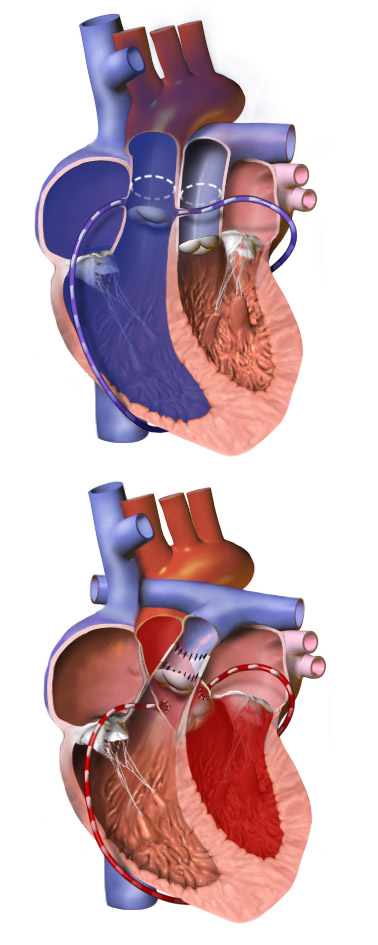
Schemat ASO

Korekcja anatomiczna metodą Jatene’a (ang. Arterial switch operation (ASO) lub Arterial switch) – zabieg kardiochirurgiczny, który jest procedurą na otwartym sercu z użyciem sztucznego płucoserca stosowaną do korygowania przełożenia wielkich naczyń. Przed opracowaniem tej metody, próbowano zastosować dwie inne procedury korekcji na poziomie przedsionków serca, tzw. metodę Senninga i metodę Mustarda. Nazwę tego zabiegu operacyjnego nadano dla uczczenia jego współtwórcy, brazylijskiego kardiochirurga pochodzenia libańskiego Adiba Jatene’a.

## Historia opracowania metody
Szkocki anatomopatolog Matthew Baillie w 1797 jako pierwszy opisał przełożenie wielkich pni tętniczych. Przed erą leczenia operacyjnego śmiertelność w pierwszym tygodniu życia wynosiła 30%, do końca pierwszego roku życia dochodziła do 90%. Chorzy, którzy przeżyli, mieli dodatkowe przecieki na poziomie serca lub dużych naczyń (ASD, VSD, PDA) i mieli małą szansę na dożycie wieku dorosłego.
W latach 40. XX w. Vivien Thomas (technik chirurgiczny ze szpitala w Baltimore, USA) opracował technikę wytwarzania komunikacji międzyprzedsionkowej bez użycia aparatury do krążenia pozaustrojowego. Z jego doświadczeń skorzystali C. Rollins Hanlon i Alfred Blalock, opracowując metodę procedury paliatywnej zwiększającej mieszanie się krwi na poziomie przedsionków (operacja Blalock-Hanlon). Ta paliatywna metoda ograniczyła wczesną śmiertelność, ale nie zmniejszyła wskaźników późnej śmiertelności. Po 1966 spadło znaczenie tej metody przez wprowadzenie zabiegu balonowej septektomii metodą Rashkinda tak samo skutecznej, ale stanowiącej mniejsze ryzyko dla pacjenta.
Na początku lat 50. William Mustard usiłował przeprowadzić korekcję anatomiczną przełożenia wielkich pni tętniczych. Kilkakrotne próby zakończyły się niepowodzeniem z powodu trudności z przeszczepem naczyń wieńcowych i metoda ta została na dziesięciolecia zarzucona.
W 1957 Åke Senning zastosował metodę leczenia przełożenia wielkich pni tętniczych przez korekcję napływu krwi na poziomie przedsionków z użyciem własnych tkanek serca, która znacząco obniżyła śmiertelność wczesną i późną.
Ze względu na techniczną złożoność procedury Senninga inni chirurdzy nie uzyskiwali dobrych wyników. W odpowiedzi w 1964 Mustard opisał i wprowadził metodę przekierowania krwi na poziomie przedsionków z użyciem łaty z osierdzia chorego lub z tworzywa sztucznego. Wyniki były porównywalne z metodą Senninga, ale ostatecznie zauważono częste powikłania odległe związane z brakiem wzrostu użytej łaty.
W 1975 Adib Jatene przeprowadził pierwszą udaną korekcję anatomiczną u 42-dniowego niemowlęcia z d-TGA i VSD. W 1977 brytyjski kardiochirurg egipskiego pochodzenia Magdi Yacoub umożliwił operowanie dzieci tą metodą w późniejszym okresie życia, wprowadzając zabieg dwuetapowy, który następnie został usprawniony.

## Opis operacji
Po otworzeniu klatki piersiowej przez sternotomię pośrodkową wypreparowuje się aortę do odejścia gałęzi dogłowowych i pień płucny wraz z jej gałęziami do wnęk płucnych celem zwiększenia ich mobilności.
Następnie po skaniulowaniu aorty i prawego przedsionka serca przechodzi się na krążenie pozaustrojowe, podczas którego schładza się chorego do 20 °C temperatury rektalnej, co umożliwi późniejsze zatrzymanie krążenia. W celu drenowania lewego serca wprowadza się cewnik do lewego przedsionka przez prawą górną żyłę płucną. Równolegle wypreparowany przetrwały przewód tętniczy po podwójnym podwiązaniu z podkłuciem jest przecinany między podwiązkami. Po schłodzeniu chorego zakleszcza się aortę dosercowo od kaniuli tętniczej i podaje kardiopleginę. Współistniejące ASD lub VSD mogą być aktualnie zamknięte.
Po zatrzymaniu krążenia aorta i pień tętnicy płucnej są przecinane tuż powyżej spoideł ich zastawek. Następuje kontrola anatomii naczyń wieńcowych i wycięcie ich ujść z marginesem otaczającej tkanki aortalnej oraz oddzielenie ich proksymalnych odcinków od ściany serca. Po wykonaniu tzw. manewru LeCompte’a, który przywraca przednie położenie pnia płucnego w stosunku do tylnego położenia aorty, dokonuje się reimplantacji ujść tętnic wieńcowych do tzw. neo-aorty (dawna opuszka pnia płucnego) i zespolenia aorty z neo-aortą. Następnie po odpowietrzeniu serca i aorty ponownie włącza się krążenie pozaustrojowe i ogrzewa chorego. Równolegle wykonuje się zespolenie pnia płucnego z byłą opuszką aortalną z użyciem łaty z osierdzia chorego, lub bez. Następnie przeprowadza się kontrolę ewentualnego krwawienia, serce zaopatrywane jest w tymczasowe elektrody nasierdziowe, zakładane są dreny do worka osierdziowego i jam opłucnych.
Po ogrzaniu pacjenta, jeżeli stan krążeniowo-oddechowy jest zadowalający, odłącza się sztuczne płucoserce, zamyka klatkę piersiową i przenosi chorego na oddział intensywnej terapii.

## Wyniki
W czasie odległych obserwacji zauważono częste występowanie nadzastawkowego zwężenia tętnicy płucnej, które występuje znacznie rzadziej w przypadku bezpośredniego połączenia tętnicy płucnej z byłą opuszką aorty bez użycia łaty z osierdzia.
Dodatkowo obserwowano postępujące rozszerzenie neoaorty (zastawka płucna po urodzeniu). Jednak rozszerzenie to niekoniecznie przekłada się na niedomykalność aorty (AR) i konieczność operacji u wszystkich pacjentów. Starszy wiek w czasie ASO, obecność ubytku przegrody międzykomorowej są czynnikami ryzyka.